# If Stockholm Open 2003
If Stockholm Open 2003 — тенісний турнір, що проходив на кортах з твердим покриттям у місті Стокгольм, Швеція з 20 жовтня . Належав до категорії ATP International Series.

## Фінальна частина

### Одиночний розряд
Марді Фіш —  Робін Содерлінг 7–5, 3–6, 7–6(7–4)

### Парний розряд
Йонас Бйоркман /  Тодд Вудбрідж —  Вейн Артурс /  Пол Генлі 6–3, 6–4